# Rugby-League-Weltmeisterschaft 2013/Gruppe A
Die Gruppe A der Rugby-League-Weltmeisterschaft 2013 umfasste Australien, England, Fidschi und Irland. Die Gruppenspiele fanden zwischen dem 26. Oktober und dem 9. November statt.

## Tabelle
|    | Land       | Spiele | Siege | Unent. | Ndlg. | Spiel- punkte | Diff. | Tabellen- punkte |
| -- | ---------- | ------ | ----- | ------ | ----- | ------------- | ----- | ---------------- |
| 1. | Australien | 3      | 3     | 0      | 0     | 112:22        | + 90  | 6                |
| 2. | England    | 3      | 2     | 0      | 1     | 96:40         | + 56  | 4                |
| 3. | Fidschi    | 3      | 1     | 0      | 2     | 46:82         | - 36  | 2                |
| 4. | Irland     | 3      | 0     | 0      | 3     | 14:124        | - 110 | 0                |

## Spiele

### Australien – England
| 26. Oktober 14:30 | Australien | 28 : 20         | England | Millennium Stadium, Cardiff Zuschauer: 45.052 Schiedsrichter: Henry Perenara |
| 26. Oktober 14:30 | Versuche: Thurston 27. erh. Bird 37. erh. Slater 40. erh. Morris 44. n.erh. Boyd 71. n.erh. Erhöhungen: Thurston (4/6) | (18:10) Bericht | Versuche: Hall 8. n.erh. Cudjoe 20. erh. G. Burgess 51. erh. Charnley 76. n.erh. Erhöhungen: Sinfield (2/4) | Millennium Stadium, Cardiff Zuschauer: 45.052 Schiedsrichter: Henry Perenara |

| 1                  | Billy Slater       |
| 2                  | Brett Morris       |
| 3                  | Brent Tate         |
| 4                  | Greg Inglis        |
| 5                  | Darius Boyd        |
| 6                  | Johnathan Thurston |
| 7                  | Cooper Cronk       |
| 8                  | Matthew Scott      |
| 9                  | Cameron Smith      |
| 10                 | James Tamou        |
| 11                 | Greg Bird          |
| 12                 | Sam Thaiday        |
| 13                 | Paul Gallen        |
| Auswechselspieler: |                    |
| 14                 | Robbie Farah       |
| 15                 | Andrew Fifita      |
| 16                 | Luke Lewis         |
| 17                 | Corey Parker       |

| 1                  | Sam Tomkins    |
| 2                  | Josh Charnley  |
| 3                  | Kallum Watkins |
| 4                  | Leroy Cudjoe   |
| 5                  | Ryan Hall      |
| 6                  | Rangi Chase    |
| 7                  | Kevin Sinfield |
| 8                  | Chris Hill     |
| 9                  | James Roby     |
| 10                 | George Burgess |
| 11                 | Brett Ferres   |
| 12                 | Ben Westwood   |
| 13                 | Sam Burgess    |
| Auswechselspieler: |                |
| 14                 | Gareth Widdop  |
| 15                 | Carl Ablett    |
| 16                 | Thomas Burgess |
| 17                 | Lee Mossop     |

### Fidschi – Irland
| 28. Oktober 20:00 | Fidschi | 32 : 14        | Irland                                                                                     | Spotland Stadium, Rochdale Zuschauer: 8.872 Schiedsrichter: Phil Bentham |
| 28. Oktober 20:00 | Versuche: Uate 9. n.erh., 64. n.erh., 71. n.erh. K. Naiqama 12. erh. T. Sims 52. erh. K. Sims 65. n.erh. Erhöhungen: W. Naiqama (3/6) Straftritte: W. Naiqama (1/1) 38. | (12:4) Bericht | Versuche: McCarthy 23. n.erh. Blanch 76. n.erh. Hasson 79. erh. Erhöhungen: Richards (1/3) | Spotland Stadium, Rochdale Zuschauer: 8.872 Schiedsrichter: Phil Bentham |

| 1                  | Kevin Naiqama     |
| 2                  | Marika Koroibete  |
| 3                  | Sisa Waqa         |
| 4                  | Wes Naiqama       |
| 5                  | Akuila Uate       |
| 6                  | Alipate Noilea    |
| 7                  | Aaron Groom       |
| 8                  | Ashton Sims       |
| 9                  | James Storer      |
| 10                 | Petero Civoniceva |
| 11                 | Tariq Sims        |
| 12                 | Jayson Bukuya     |
| 13                 | Korbin Sims       |
| Auswechselspieler: |                   |
| 14                 | Apisai Koroisau   |
| 15                 | Eloni Vunakece    |
| 16                 | Kane Evans        |
| 17                 | Vitale Roqica     |

| 1                  | Scott Grix       |
| 2                  | Damien Blanch    |
| 3                  | Stuart Littler   |
| 4                  | Api Pewhairangi  |
| 5                  | Pat Richards     |
| 6                  | James Mendeika   |
| 7                  | Liam Finn        |
| 8                  | Brett White      |
| 9                  | Rory Kostjasyn   |
| 10                 | Eamon O’Carroll  |
| 11                 | Tyrone McCarthy  |
| 12                 | David Allen      |
| 13                 | Ben Currie       |
| Auswechselspieler: |                  |
| 14                 | Bob Beswick      |
| 15                 | James Hasson     |
| 16                 | Kurt Haggerty    |
| 17                 | Anthony Mullally |

### England – Irland
| 2. November 14:30 | England | 42 : 0         | Irland | John Smith’s Stadium, Huddersfield Zuschauer: 24.375 Schiedsrichter: Thierry Alibert |
| 2. November 14:30 | Versuche: Hall 2. n.erh., 13. erh., 22. n.erh. Briscoe 17. n.erh., 19. erh. Ferres 24. erh. Watkins 57. erh. Chase 69. erh. Erhöhungen: Sinfield (4/7) Widdop (1/1) | (30:0) Bericht |        | John Smith’s Stadium, Huddersfield Zuschauer: 24.375 Schiedsrichter: Thierry Alibert |

| 1                  | Sam Tomkins     |
| 2                  | Tom Briscoe     |
| 3                  | Kallum Watkins  |
| 4                  | Leroy Cudjoe    |
| 5                  | Ryan Hall       |
| 6                  | Rangi Chase     |
| 7                  | Kevin Sinfield  |
| 8                  | Chris Hill      |
| 9                  | James Roby      |
| 10                 | George Burgess  |
| 11                 | Brett Ferres    |
| 12                 | Ben Westwood    |
| 13                 | Sean O’Loughlin |
| Auswechselspieler: |                 |
| 14                 | Gareth Widdop   |
| 15                 | Carl Ablett     |
| 16                 | Thomas Burgess  |
| 17                 | James Graham    |

| 1                  | James Mendeika   |
| 2                  | Damien Blanch    |
| 3                  | Stuart Littler   |
| 4                  | Api Pewhairangi  |
| 5                  | Pat Richards     |
| 6                  | Ben Currie       |
| 7                  | Liam Finn        |
| 8                  | Brett White      |
| 9                  | Rory Kostjasyn   |
| 10                 | James Hasson     |
| 11                 | Simon Finnigan   |
| 12                 | David Allen      |
| 13                 | Tyrone McCarthy  |
| Auswechselspieler: |                  |
| 14                 | Bob Beswick      |
| 15                 | Luke Ambler      |
| 16                 | Danny Bridge     |
| 17                 | Anthony Mullally |

### Australien – Fidschi
| 2. November 20:00 | Australien | 34 : 2         | Fidschi                      | Langtree Park, St Helens Zuschauer: 14.137 Schiedsrichter: Richard Silverwood |
| 2. November 20:00 | Versuche: Papalii 15. erh. Boyd 21. n.erh. Jennings 31. erh. Morris 42. erh. Cherry-Evans 52. erh. Lewis 66. erh. Erhöhungen: Thurston (5/6) | (16:2) Bericht | Straftritte: Noilea (1/1) 7. | Langtree Park, St Helens Zuschauer: 14.137 Schiedsrichter: Richard Silverwood |

| 1                  | Greg Inglis        |
| 2                  | Jarryd Hayne       |
| 3                  | Josh Morris        |
| 4                  | Michael Jennings   |
| 5                  | Darius Boyd        |
| 6                  | Johnathan Thurston |
| 7                  | Daly Cherry-Evans  |
| 8                  | Matthew Scott      |
| 9                  | Cameron Smith      |
| 10                 | James Tamou        |
| 11                 | Luke Lewis         |
| 12                 | Josh Papalii       |
| 13                 | Nate Myles         |
| Auswechselspieler: |                    |
| 14                 | Boyd Cordner       |
| 15                 | Robbie Farah       |
| 16                 | Andrew Fifita      |
| 17                 | Paul Gallen        |

| 1                  | Kevin Naiqama     |
| 2                  | Marika Koroibete  |
| 3                  | Sisa Waqa         |
| 4                  | Daryl Millard     |
| 5                  | Akuila Uate       |
| 6                  | Alipate Noilea    |
| 7                  | Aaron Groom       |
| 8                  | Ashton Sims       |
| 9                  | James Storer      |
| 10                 | Petero Civoniceva |
| 11                 | Tariq Sims        |
| 12                 | Jayson Bukuya     |
| 13                 | Korbin Sims       |
| Auswechselspieler: |                   |
| 14                 | Apisai Koroisau   |
| 15                 | Eloni Vunakece    |
| 16                 | Kane Evans        |
| 17                 | Vitale Roqica     |

### England – Fidschi
| 9. November 14:30 | England | 34 : 12       | Fidschi                                                                 | KC Stadium, Hull Zuschauer: 25.114 Schiedsrichter: Ben Cummins |
| 9. November 14:30 | Versuche: Westwood 38. erh. S. Burgess 41. erh. Ferres 44. erh. Hall 49. erh., 56. n.erh. Burrow 53. erh. Erhöhungen: Sinfield (5/6) | (6:6) Bericht | Versuche: Vunakece 33. erh. Radradra 72. erh. Erhöhungen: Naiqama (2/2) | KC Stadium, Hull Zuschauer: 25.114 Schiedsrichter: Ben Cummins |

| 1                  | Sam Tomkins     |
| 2                  | Tom Briscoe     |
| 3                  | Kallum Watkins  |
| 4                  | Leroy Cudjoe    |
| 5                  | Ryan Hall       |
| 6                  | Rangi Chase     |
| 7                  | Kevin Sinfield  |
| 8                  | Sam Burgess     |
| 9                  | Mike McIlorum   |
| 10                 | James Graham    |
| 11                 | Brett Ferres    |
| 12                 | Ben Westwood    |
| 13                 | Sean O’Loughlin |
| Auswechselspieler: |                 |
| 14                 | Rob Burrow      |
| 15                 | Liam Farrell    |
| 16                 | Chris Hill      |
| 17                 | George Burgess  |

| 1                  | Kevin Naiqama     |
| 2                  | Marika Koroibete  |
| 3                  | Daryl Millard     |
| 4                  | Wes Naiqama       |
| 5                  | Semi Radradra     |
| 6                  | Ryan Millard      |
| 7                  | Aaron Groom       |
| 8                  | Ashton Sims       |
| 9                  | James Storer      |
| 10                 | Petero Civoniceva |
| 11                 | Tariq Sims        |
| 12                 | Jayson Bukuya     |
| 13                 | Korbin Sims       |
| Auswechselspieler: |                   |
| 14                 | Eloni Vunakece    |
| 15                 | Peni Botiki       |
| 16                 | Vitale Roqica     |
| 17                 | Kane Evans        |

### Australien – Irland
| 9. November 20:00 | Australien | 50 : 0         | Irland | Thomond Park, Limerick Zuschauer: 5.021 Schiedsrichter: Phil Bentham |
| 9. November 20:00 | Versuche: Hayne 2. n.erh., 76. erh. Cronk 11. erh., 57. erh. Bird 29. erh. B. Morris 32. erh. Slater 40. n.erh. Cherry-Evans 60. erh. Fifita 65. erh. Erhöhungen: Smith (3/5) Parker (4/4) | (26:0) Bericht |        | Thomond Park, Limerick Zuschauer: 5.021 Schiedsrichter: Phil Bentham |

| 1                  | Billy Slater      |
| 2                  | Brett Morris      |
| 3                  | Josh Morris       |
| 4                  | Brent Tate        |
| 5                  | Jarryd Hayne      |
| 6                  | Daly Cherry-Evans |
| 7                  | Cooper Cronk      |
| 8                  | Paul Gallen       |
| 9                  | Cameron Smith     |
| 10                 | James Tamou       |
| 11                 | Greg Bird         |
| 12                 | Sam Thaiday       |
| 13                 | Nate Myles        |
| Auswechselspieler: |                   |
| 14                 | Boyd Cordner      |
| 15                 | Robbie Farah      |
| 16                 | Andrew Fifita     |
| 17                 | Corey Parker      |

| 1                  | Scott Grix       |
| 2                  | Damien Blanch    |
| 3                  | Stuart Littler   |
| 4                  | Joshua O’Toole   |
| 5                  | Pat Richards     |
| 6                  | James Mendeika   |
| 7                  | Liam Finn        |
| 8                  | Brett White      |
| 9                  | Rory Kostjasyn   |
| 10                 | Anthony Mullally |
| 11                 | Tyrone McCarthy  |
| 12                 | David Allen      |
| 13                 | Simon Finnigan   |
| Auswechselspieler: |                  |
| 14                 | Bob Beswick      |
| 15                 | James Hasson     |
| 16                 | Ben Currie       |
| 17                 | Luke Ambler      |